# Уршуля Шипинска
Уршу̀ля Алекса̀ндра Шипѝнска-Ко̀нрад (на полски: Urszula Aleksandra Sipińska-Konrad), по-позната само като Уршу̀ля Шипѝнска (Urszula Sipińska; Познан, 19 септември 1947 г.), е полска певица, композиторка, пианистка, вътрешна архитектка и публицистка.
Развива певческата си дейност от средата на 60-те до началото на 90-те години на XX век. Представя се на редица местни и международни фестивали, на които е награждавана многократно (из почти целия Източен блок, а също и в Канада, САЩ, Мексико, Куба, Испания, Великобритания и Япония).
Сред по-познатите ѝ песни се нареждат Mam cudownych rodziców („Имам чудесни родители“), To był świat w zupełnie starym stylu („Това бе свят в напълно стар стил“), Szalala, zabawa trwa („Ша-ла-ла, забавата продължава“), Chcę wyjechać na wieś („Искам да замина на село“), Komu weselne dzieci („На кого да родя брачни деца“), Zapomniałam („Забравих“), Są takie dni w tygodniu („Има такива дни в седмицата“) и други.

## Биография
Дъщеря е на Франчишек Шипински. Израства във Вилда в южната част на град Познан заедно с по-голямата си сестра Елжбета и по-малкия си брат Станислав, който става архитект. Семейството ѝ има музикални наклонности. Учи пиано в гимназията „Клаудина Потоцка“, а през 1972 г. завършва магистърска степен в Отдела по интериорен дизайн към Държавното висше училище за пластични изкуства „Магдалена Абаканович“.

### 60-те години
Започва музикалната си кариера през 60-те години. По време на гимназията основава женски вокален състав, с който се изявява в различни училища.
Дебютът ѝ като певица е през 1965 г. на Студентския фестивал на песента в Краков, на който я забелязват Войчех Млинарски и Агнешка Ошецка. От 1965 до 1967 г. работи заедно със Студентския театър „Нурт“ в Познан.
По време на 5-ото издание на Националния фестивал на полската песен (НФПП) в Ополе през 1967 г. изпълнява песента Zapomniałam („Забравих“) по музика, композирана от нея и сестра ѝ Елжбета, и текст, написан от самата нея, която ѝ носи голям успех.
През следващата година участва в телевизионната програма Małżeństwo doskonałe („Съвършена двойка“) на Яцек Федорович и Йежи Груза, а след това печели I награда на Сопотския фестивал за изпълнението си на Po ten kwiat czerwony („Към това червено цвете“) от репертоара на група „Но То Цо“. След фестивалните си успехи отхвърля предложението за участие в програмата на Карел Гот, както и половингодишен договор към берлинския театър „Фридрихщатпаласт“, предпочитайки да се съсредоточи върху образованието си. Изнася няколко концерта из СССР.

### 70-те години
През февруари 1970 г. тя, Йежи Поломски и Катажина Бовери представят Полша на Международния фестивал „Музикална купа на Европа“ (на френски: Coupe d'Europe musicale) в Берн (Швейцария) и се класират трети. През април получава Наградата на публиката на Фестивала на песента на Атлантика в Пуерто де ла Крус на остров Тенерифе (Испания), а през август участва и на малък музикален търговски панаир по образец на Международния панаир на плочите и музикалните издатели (MIDEM), организиран по случай 10-ия Сплитски фестивал в тогавашна Югославия.
Първата ѝ дългосвиреща плоча е озаглавена с името ѝ Urszula Sipińska и е издадена през 1971 г. от „Пронит“.
За песента Jaka jesteś, Mario („Каква си ти, Мария“) получава награда на 10-ия НФПП в Ополе през юни 1972 г., на който изпълнява и To był świat w zupełnie starym stylu („Това бе свят в напълно стар стил“). Песните са вместени във втория ѝ албум Bright Days Will Come („Ще дойдат светли дни“), издаден през следващата година и включващ песни по нейна музика и на Пьотър Фигел. За заглавната песен през октомври печели две I награди (за изпълнение и за аранжимент), както и II награда за песен на Международния фестивал „Агустин Лара“ в Мексико. Изнася концерти във Великобритания, САЩ и Канада.
В началото на 1973 г. взема участие в Международния панаир на плочите и музикалните издатели в Кан (Франция). Явява се по полската телевизия в програмата Nareszcie razem („Най-сетне заедно“) с Мариля Родович, в която представят свои песни. През ноември е удостоена с награда на Световния песенен фестивал в Токио (Япония) за Jest miejsce na ziemi („Има място на земята“).
През 1975 г. е издаден албумът ѝ Zabaw się w mój świat („Забавлявай се в моя свят“), включващ една от знаковите ѝ песни Komu weselne dzieci („На кого да родя брачни деца“) по текст на Агнешка Ошецка и музика на Катажина Гертнер. През април печели III награда на Международния конкурс за песен „Музикална Майорка“ в Палма де Майорка (Испания) за песента Wołaniem wołam cię („Зова те с вик“), а през юни участва на Фестивала на съветската песен в Жельона Гура и на 13-ия НФПП в Ополе, на който представя Komu weselne dzieci и Kukułeczka („Кукувичка“).
През месец май 1979 г. представя Полша с песента Pamiętam nas („Помня ни“) на Международния фестивал в Сан Хуан (Пуерто Рико) и получава II награда.

### 80-те години
През 1980 г. издава албумите Są takie dni w tygodniu/Kolorowy film („Има такива дни в седмицата“/„Цветен филм“), носещ две различни заглавия от всяка страна на плочата, и W podróży („На път“, първоначално на аудиокасета, а през 1981 г. – на плоча), включващ песни в стил кънтри. В началото на десетилетието изнася концерти в СССР.
На 22 октомври 1982 г. на път за Берлин в околностите на Бернау в тогавашна ГДР пострадва в тежко пътно произшествие. Водената от съпруга ѝ кола се удря във водена от болничен екип лада, вследствие на което певицата е с разкъсани кръстни и странични сухожилия, но след като прекарва 10 месеца прикована за легло, успява да се възстанови и да продължи с дейността си противно на очакванията на лекарите.
През 1986 г. издава аудиокасета с 10 песни, от които две – Mam tylko ciebie („Имам само теб“) и Szalala, zabawa trwa („Ша-ла-ла, забавата продължава“) – намират място и в следващия ѝ албум Nie zapomniałam… („Не съм забравила…“) от 1988 г. Други две познати песни от него са Gdzie ten świat 60-tych lat („Къде е онзи свят от 60-те“) и Mam cudownych rodziców („Имам чудесни родители“), с втората от които се явява на 25-ия НФПП в Ополе през юни по покана на Войчех Млинарски, а през август е членка на журито на 25-ия Сопотски фестивал, на който се състои и последната ѝ изява пред публика.

### От 90-те години нататък
В началото на 90-те години слага край на музикалната си кариера, водена от решението си да не продължава по този път след 40-ата си годишнина. Друга причина за прекъсването на нататъшната ѝ дейност са политическите промени в страната, от които е засегнат шоубизнесът и вследствие на които се появяват нови музикални течения. Последният ѝ студиен албум, озаглавен Białe święta („Бели празници“) и включващ коледни песни, излиза през 1992 г. и е преиздаден без две от тях като Mędrcy świata monarchowie през 2000 г.
След края на певческата си кариера се завръща към изучаваната си професия като вътрешна архитектка и открива собствени студиа в родния си град – студио за дизайн U.S. Style през 1991 г. и студио за вътрешно обзавеждане през 2000 г. Сред обзаведените от нея сгради се нареждат академичното звено „Колегиум Полоникум“ в Слубице на познанския Университет „Адам Мицкевич“, сградата на пресцентъра на Международния панаир в Познан, както и редица банки, супермаркети и хотели. През 1991 г. става членка на Световната фондация на успешните жени към Международния биографичен център в Кеймбридж (Великобритания).
Започва да се занимава успоредно и с публицистика. През 1993 и 1994 г. публикува поредица от интервюта под заглавието „Приятелски разговори“ във всекидневния вестник „Газета Познанска“. През 1997 и 1998 г. пише фейлетони за седмичника „Впрост“ относно състоянието на полската песен. През 2003 и 2004 г. работи отново за „Газета Познанска“, публикувайки този път цикъл от автобиографични очерци под заглавието „Без грим“. През 2005 г. издава първата си автобиографичната книга Hodowcy lalek („Кукловъди“), в която разказва историята на кариерата си по време на Полската народна република. През 2010 г. издава втората си автобиография, озаглавена Gdybym była aniołem. Historie prawdziwe, dziwne, śmieszne („Ако бях ангел. Истински, странни и смешни истории“).
Става членка на почетния комитет в подкрепа на Бронислав Коморовски преди предсрочните президентски избори от 2010 г., както и преди тези през 2015 г.
През 2023 г. получава от Познанския градски съвет отличието „Заслужила“ на град Познан „за дългогодишна дейност и творчески постижения“.

## Личен живот
В продължение на две години е във връзка с певеца, композитор и фронтмен на група „Червоне Гитари“ Северин Крайевски. Има седемгодишен брак с радио журналиста Януш Хоян. След развода си сключва брак с музиканта и композитор Йежи Конрад, който е един от основателите на група „Ерго Бенд“. Няма деца.

## Дискография

### Студийни албуми
- 1971 – Urszula Sipińska
- 1973 – Bright Days Will Come
- 1975 – Zabaw się w mój świat
- 1980 – Są takie dni w tygodniu/Kolorowy film
- 1981 – W podróży
- 1986 – Urszula Sipińska
- 1988 – Nie zapomniałam…
- 1992 – Białe święta (преиздаден през 2000 г. като Mędrcy świata monarchowie без две от песните)

### Сборни албуми
- 1979 – Złote przeboje
- 1994 – Niezapomniane przeboje
- 1995 – The Best of Urszula Sipińska – Zapomniałam…?
- 1997 – Antologia, część pierwsza
- 1997 – Antologia, część druga
- 1997 – Antologia, część trzecia (Ballady)
- 1999 – Są takie dni w tygodniu (Złota kolekcja)
- 2000 – Przystanek mojej młodości
- 2003 – Wołaniem wołam cię (Polskie perły)
- 2006 – Nie zapomniałam… Platynowa kolekcja
- 2016 – Najcichsza pani

## Признания и отличия
- 1968 – Голяма награда в международния конкурс на Международния музикален фестивал в Сопот (Полша) за песента Po ten kwiat czerwony[3]
- 1969, 1973 – „Сребърен гвоздей на сезона“ в анкетата на списание „Куриер Полски“
- 1970 – III награда на фестивала „Музикална купа на Европа“ в Берн (Швейцария) заедно с Йежи Поломски и Катажина Бовери[4]
- 1970 – Награда на публиката на Фестивала на песента на Атлантика в Пуерто де ла Крус на остров Тенерифе (Испания)
- 1970 – „Мис обектив“ на Националния фестивал на полската песен в Ополе
- 1972 – I награда за изпълнение, I награда за аранжимент и II награда за песен на Международния фестивал „Агустин Лара“ в Мексико за песента Bright Days Will Come[6]
- 1972 – „Златен гвоздей на сезона“ в анкетата на списание „Куриер Полски“
- 1973 – награда на Световния песенен фестивал в Токио (Япония) за песента Jest miejsce na ziemi[7]
- 1973 – Златна плоча
- 1975 – III награда („Бронзов остров“) на Международния конкурс за песен „Музикална Майорка“ в Палма де Майорка (Испания) за песента Wołaniem wołam cię („Зова те с вик“)[8][9]
- 1979 – II награда на Световния фестивал на песента в Сан Хуан (Пуерто Рико) за песента Pamiętam nas („Помня ни“)[10]
- 1989 – Почетна златна плоча за цялостно творчество
- 2023 – отличие „Заслужила“ на град Познан „за дългогодишна дейност и творчески постижения“[12][13]